# 로고지노

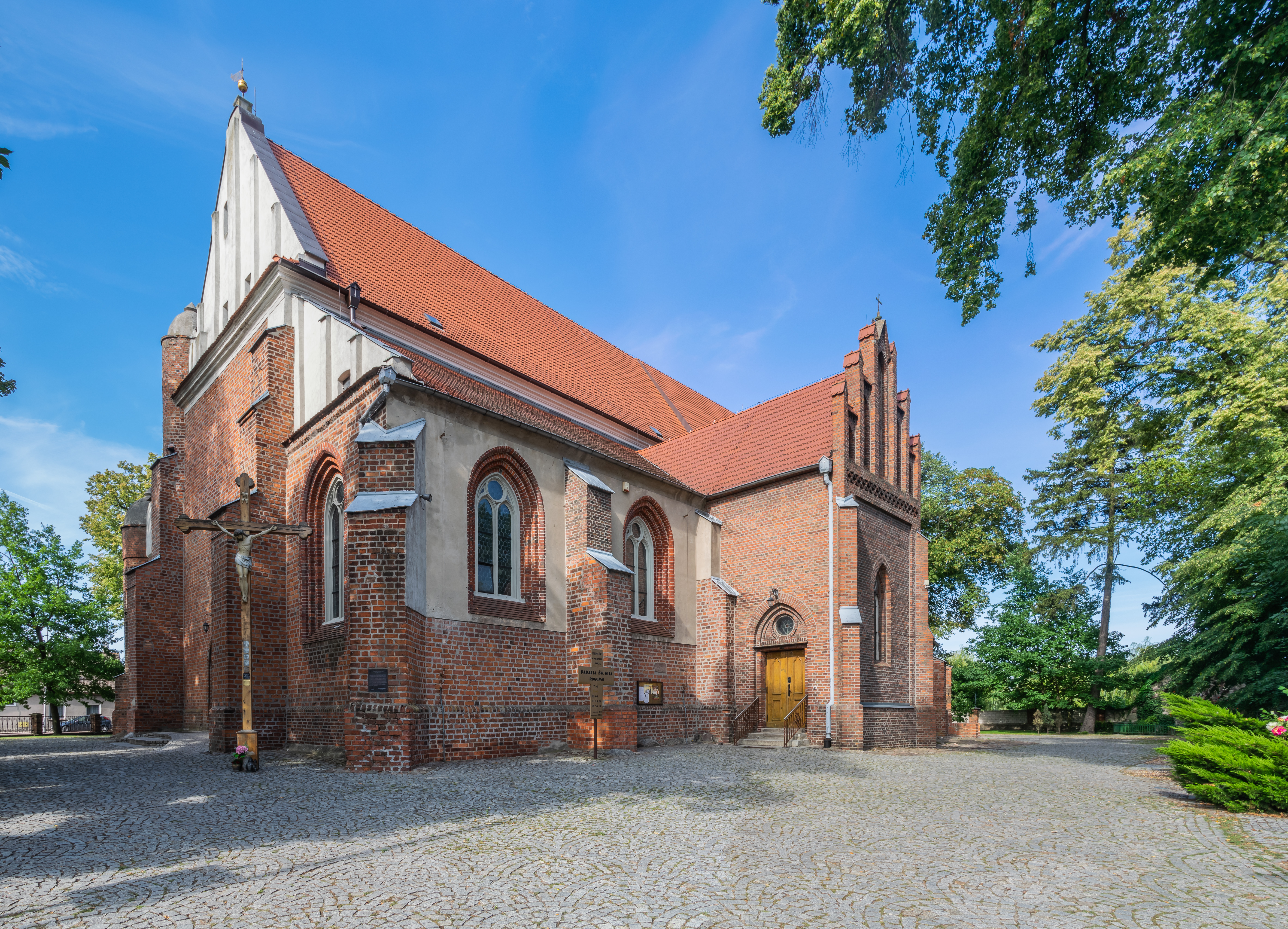
로고지노 성 비투스 교회

로고지노(폴란드어: Rogoźno, 독일어: Rogasen 로가젠[*])는 폴란드 비엘코폴스카주에 위치한 도시로 면적은 11.24km2, 높이는 63m, 인구는 11,337명(2010년 기준), 인구 밀도는 1,000명/km2이다. 포즈난에서 북쪽으로 약 40km 정도 떨어진 곳에 위치한다.

시기
시 문장